# إيمي تشو
إيمي تشو (بالإنجليزية: Amy Chu) هي كاتبة قصص مصورة أمريكية، ولدت في 3 يناير 1968 في بوسطن في الولايات المتحدة.

## وصلات خارجية
- الموقع الرسمي
- إيمي تشو على موقع IMDb (الإنجليزية)
- إيمي تشو على موقع قاعدة بيانات الفيلم (الإنجليزية)